# Карлин, Лев Николаевич
Лев Николаевич Карлин (27 декабря 1947, Ленинград — 12 ноября 2014, Санкт-Петербург) — доктор физико-математических наук, профессор, ректор Российского государственного гидрометеорологического университета, Заслуженный работник высшей школы Российской Федерации.

## Биография
В 1966 окончил ленинградскую школу № 317 с физико-математическим уклоном. В 1971 окончил с отличием Ленинградский гидрометеорологический институт по специальности «океанология»; был Ленинским стипендиатом. В 1971—1975 — аспирант в том же институте; в 1975 защитил диссертацию на соискание учёной степени кандидата физико-математических наук.
С 1975 — ассистент, затем доцент кафедры океанологии Ленинградского гидрометеорологического института. С 1984 — заведующий кафедрой промысловой океанологии, с 1985 — проректор по учебной работе Ленинградского гидрометеорологического института. В 1988 году защитил диссертацию на соискание учёной степени доктора физико-математических наук.
С 1989 года по 2014 год являлся бессменным ректором Ленинградского гидрометеорологического института, ныне — Российского государственного гидрометеорологического университета (переизбран в 1994, в 1999, 2004 и в 2009).
С 2002 — член Президиума Политсовета регионального отделения политической партии «Единая Россия». Член научно-технического Совета при Губернаторе Санкт-Петербурга.
В 1994—1998 — депутат Законодательного собрания Санкт-Петербурга; является автором и разработчиком нескольких законов Санкт-Петербурга по высшему профессиональному образованию, науке и экологии города.

## Научная деятельность
Л.Н. Карлин — учёный и организатор науки в области гидрометеорологии и охраны окружающей среды. Им сформулировано несколько научных направлений в области физики океана, охраны окружающей среды, комплексного управления прибрежными зонами. Руководит крупными научными международными и российскими проектами, в том числе проектами ЮНЕСКО, ФЦП «Мировой океан», ведомственными (Минэкономразвития, Минобрнауки, Минприроды, Минобороны, РАН и др.). Им сформулировано и реализовано направление исследований «Изменчивость экосистемы Балтийского моря в условиях меняющегося климата и антропогенной нагрузки».
Под его руководством организовано более 40 крупных морских экспедиций по изучению экосистем Балтийского, Белого и Баренцева морей; утверждённая Правительственной комиссией по высоким технологиям и инновациям под председательством Председателя Правительства Российской Федерации В. В. Путина 5 июля 2011 года.
Результаты научных исследований Л.Н. Карлина применяются в экономике России, Санкт-Петербурга и Ленинградской области. Научные исследования под его руководством способствовали сохранению экосистем морей Северо-Запада РФ, уменьшению загрязнений Финского залива, атмосферного воздуха в Санкт-Петербурге. Под руководством Л. Н. Карлина создано методическое обеспечение инженерного гидрометеорологического образования; созданы стандарты III поколения высшего профессионального образования.
Он возглавлял несколько научных направлений в области физики океана, экологии и охраны окружающей среды, космических методов исследования земной поверхности. До последнего времени Лев Николаевич руководил крупными научными международными и российскими ведомственными проектами, много внимания уделял укреплению и развитию международных связей вуза, являлся национальным координатором Российской Федерации по Рамочной конвенции ООН об изменении климата. По инициативе Льва Николаевича была сформулирована и успешно функционирует технологическая платформа «Технологии экологического развития». 
Являлся членом редколлегии журналов: «Биосфера», «Океанология», «Учёные записки РГГМУ»; членом научно-экспертного Совета Морской Коллегии при Правительстве РФ; входил в состав Межведомственной Национальной океанографической комиссии ЮНЕСКО (МОК ЮНЕСКО); являлся национальным координатором проекта МОК-ЮНЕСКО «ТЕМА», членом Морского совета при Правительстве Санкт-Петербурга; председателем специализированного докторского совета. Лев Николаевич возглавлял Учебно-методическое объединение вузов России по образованию в области гидрометеорологии. 
Автор более 300 научных трудов и монографий, учебников и учебно-методических пособий для высшей школы.

### Избранные публикации
1. Мониторинг, контроль, управление качеством окружающей среды. Часть I. Мониторинг окружающей среды (монография) / РГГМУ, Северо-западный государственный заочный технический университет. — СПб., 2002. — 431 с. Соавт.: В. Н. Воробьёв, А. И. Потапов, А. А. Музалевский.
2. Мониторинг, контроль, управление качеством окружающей среды. Часть II. Контроль качества окружающей среды (монография) / РГГМУ, Северо-западный государственный заочный технический университет. — СПб., 2004. − 611 с. Соавт.: В. Н. Воробьёв, А. И. Потапов, А. А. Музалевский.
3. Мониторинг, контроль, управление качеством окружающей среды. Часть III. Оценка и управление качеством окружающей среды (монография) / РГГМУ, Северо-западный государственный заочный технический университет. — СПб., 2005. − 600 с. Соавт.: В. Н. Воробьёв, А. И. Потапов, А. А. Музалевский.
4. Ледовые исследования по обоснованию проектов приливных электростанций России // Гидротехническое строительство. — 2009. — № 7. — С. 22-30. Соавт.: И. Н. Усачев, Н. А. Демиденко, Л. М. Моносов, М. Л. Моносов, В. А. Лихоманов и др.
5. Технологии управления берегопользованием с применением инструмента риска (монография). Основные концепции современного берегопользования. — Т.1. — СПб.: Изд-во РГГМУ, 2009. — С. 124—170. Соавт.: А. А. Музалевский.
6. Карлин Л. Н., Абрамов В. М., Малинина Ю. В. Оценка мультипликативных эффектов, обусловленных инвестициями в морскую деятельность России // Известия Санкт-Петербургского Университета Экономики и Финансов. −2009.- Вып. № 4(60). — С. 7-14
7. Karlin L.N., Abramov V.M., Ovsiannikov A.A. The Temporal Structure of the Iceberg Hazard in the Central Part of the Barents Sea // Oceanology, 2009, vol. 49, No.3, pp. 327—329. — DOI: 10.1134/S0001437009030047.
8. Глобальный климат, история и культура // Общество. Среда. Развитие. — 2010. — № 1 (14). — С. 130—138. Соавтор: И. Н. Самусевич.
9. Испытание оперативной океанографической системы при прогнозе гидродинамических характеристик в Финском заливе Балтийского моря // Фундаментальная и прикладная гидрофизика: Сб. науч. трудов Санкт-Петербург. Науч. центра РАН. — 2010. — № 3. — С. 39-49. ISSN 20736673. Соавт.: В. А. Рябченко, Р. Е. Ванкевич, Т. Р. Ерёмина, А. В. Исаев, И. А. Неёлов.
10. Оперативно-прогностическое моделирование распространения нефтяных загрязнений в Финском заливе // Учёные записки РГГМУ. — 2011. — № 18. — С. 151—169. Соавт.: Р. Е. Ванкевич, Т. Р. Ерёмина, А. В. Исаев, И. А. Неёлов, В. В. Становой.
11. Политические аспекты современной климатологии: глобальный и региональный формат // Актуальные проблемы мировой политики в XXI веке: Сб. статей, Вып. 5. — СПб.: СПбГУ, 2011. — С. 347—372. Соавт.: А. А. Алимов, И. Н. Самусевич.
12. Управление рекреационной деятельностью в береговой зоне // Современные концепции берегопользования. — Т. 2. — Изд. РГГМУ, 2010. — С. 183—224. Соавтор: А. А. Музалевский.
13. Экологические риски: теория и практика: Учебник // Изд. РГГМУ, 2011. — 552 с. Соавтор: А. А. Музалевский.
14. Карлин Л. Н., Абрамов В. М. Управление энвиронментальными и экологическими рисками. — СПб.: РГГМУ, 2013, 2006. — 332 с.
15. Абрамов В. М., Карлин Л. Н., Гогоберидзе Г. Г. Информационно-аналитическая система для поддержки принятия решений в области устойчивого развития при морском планировании в Арктической зоне Российской Федерации с учётом разномасштабных изменений климата / Патент на полезную модель RU № 135162, дата регистрации 27 ноября 2013 г..

Могила Карлина на Серафимовском кладбище Санкт-Петербурга.

## Общественная деятельность
Научно-педагогическую деятельность Л. Н. Карлин успешно сочетает с общественной. Он активно участвует в общественной жизни города. Был членом Ленинградского обкома КПСС в 1989—1991 гг.; депутатом Законодательного Собрания Санкт-Петербурга второго созыва в 1994—1998 гг. В 1999—2002 гг. возглавлял Санкт-Петербургское региональное отделение всероссийского политического объединения «Отечество», а с 2002 года по настоящее время — член Президиума Политсовета регионального отделения политической партии «Единая Россия». Он является и автором и разработчиком нескольких законов Санкт-Петербурга по высшему профессиональному образованию, науке и экологии города. Председатель Совета ректоров вузов Санкт-Петербурга по социальной работе со студентами.

## Награды
- Орден Дружбы (1998)
- Юбилейная медаль «300 лет Российскому флоту»
- Медаль «В память 300-летия Санкт-Петербурга»
- Медаль «За достижения по охране окружающей среды»
- Почётный знак «За заслуги перед Санкт-Петербургом»»
- Лауреат Национальной экологической премии России за цикл работ, посвящённых проблемам экологически безопасной эксплуатации полигона по захоронению и утилизации токсичных отходов «Красный Бор» (Ленинградская область) (2004)
- Почётный работник гидрометеорологической службы Российской Федерации